# Protoalcyonaria
Protoalcyonaria es un suborden de corales marinos que pertenecen al orden Alcyonacea, dentro de la clase Anthozoa. 
Enmarcados comúnmente entre los corales blandos, ya que carecen de esqueleto, como los corales duros del orden Scleractinia, por lo que no son corales hermatípicos. 
Son octocorales excepcionales, ya que son pólipos solitarios monomórficos que se reproducen por gemación, y forman grupos de individuos, pero no colonias.

## Familias
Protoalcyonaria comprende actualmente una sola familia: Taiaroidae (Bayer & Muzik, 1976). No obstante, hasta hace no mucho tiempo también incluía a la familia Haimeidae (Wright, 1865), cuyos individuos se diferencian de la familia Taiaroidae en que están anclados a sustratos sólidos y no tienen filamentos fijadores.
- Taiaroidae.